# Fire and Forget
Fire and Forget is een computerspel uit 1988. Het spel werd ontwikkeld en uitgegeven door Titus Software voor diverse populaire homecomputers van die tijd. De bedoeling van het autoracespel is bij diverse races het einde te halen, verschillende tegenstanders te elimineren en obstakels uit de weg te gaan. De verschillende circuits liggen over de hele wereld en van elke moeilijkheidsgraad zijn er zes verschillende. De speler heeft een oneindig aantal levens, maar als de auto zonder brandstof is, is het spel ten einde. Het perspectief van het spel is in de derde persoon. 

## Platforms
| Jaar | Platform                |
| ---- | ----------------------- |
| 1988 | Amiga, Amstrad CPC, DOS |
| 1989 | Atari ST, ZX Spectrum   |

## Ontvangst
| Beoordeeld door                       | Platform    | Datum          | Score |
| ------------------------------------- | ----------- | -------------- | ----- |
| ACE (Advanced Computer Entertainment) | ZX Spectrum | maart 1989     | 61%   |
| ST Action                             | Atari ST    | september 1988 | 58%   |
| Power Play                            | Amiga       | september 1988 | 20%   |

## Vervolg
- Fire and Forget 2: The Death Convoy.